# Prestosuchus
 Prestosuchus  („Prestos Krokodil“) ist eine Gattung diapsider Reptilien (Diapsida) innerhalb der Prestosuchidae, einem ausgestorbenen Taxon räuberisch lebender ursprünglicher Archosaurier (Archosauromorpha), das zu den „Rauisuchiern“ (Rauisuchia) gestellt wird.
Die Fossilien von Prestosuchus wurden in südbrasilianischen Gesteinsschichten gefunden, deren Entstehung auf die gesamte Obertrias datiert wird. Die Fossilien von Prestosuchus sind die jüngsten, die von den Prestosuchidae bekannt sind.

## Die Rauisuchier
Die Rauisuchier – deren Status als eigenständige natürliche Gruppe (Monophylum) sich in der wissenschaftlichen Diskussion befindet – gehören zu den Crurotarsi, einer Linie der Archosaurier, der auch die Krokodile angehören. Die Rauisuchier waren während der Trias sehr erfolgreich. Sie waren verhältnismäßig große, räuberisch lebende Archosaurier und gute Läufer, einige waren möglicherweise biped.

## Beschreibung vonPrestosuchus

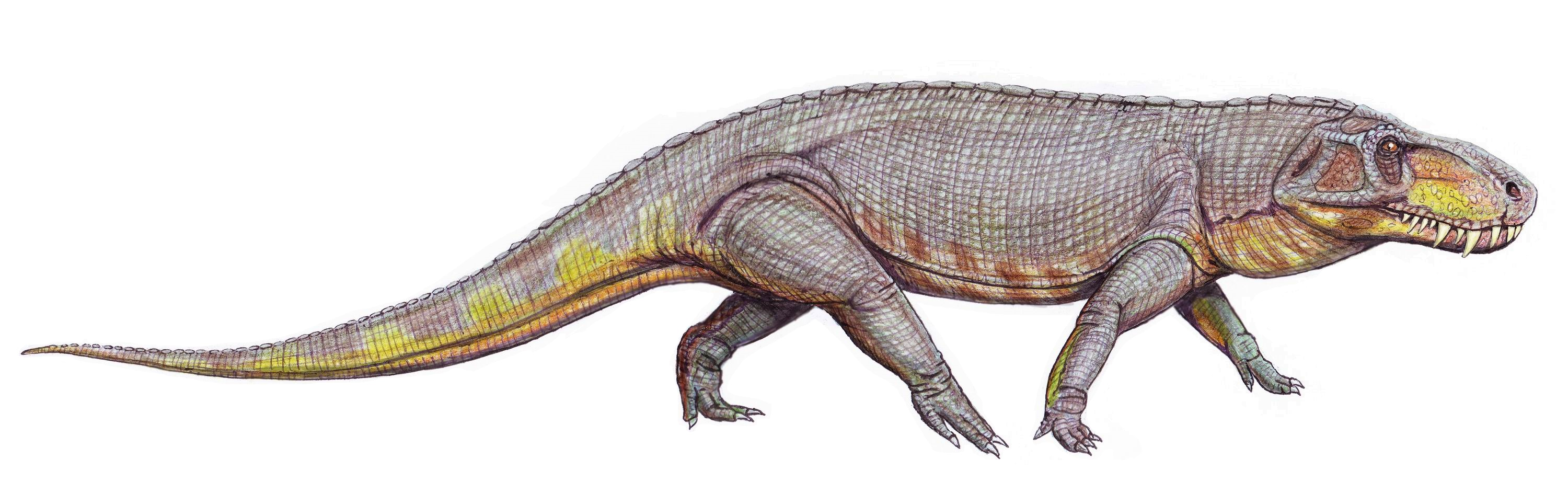
Lebendrekonstruktion von Prestosuchus chiniquensis

Prestosuchus bewegte sich vierfüßig (quadruped) fort. Er erreichte etwa fünf Meter Länge und war damit größer als die ältesten bekannten fleischfressenden Dinosaurier Eoraptor und Herrerasaurus, die etwa zur selben Zeit ebenfalls in Südamerika lebten. Prestosuchus hatte wie die übrigen Rauisuchier einen verhältnismäßig großen Schädel und relativ wenige, dafür seitlich abgeflachte Zähne mit gesägten Schneidekanten.

## Fundgeschichte
Prestosuchus wurde von dem Wirbeltierpaläontologen Friedrich von Huene 1942 wissenschaftlich beschrieben und der Gattung die Arten P. chiniquensis und P. loricatus zugeordnet. Die Gültigkeit der zweiten Art ist umstritten. Von Huene benannte die Gattung nach Vicentino Presto, ein Fossiliensammler, der 1925 den Unterkiefer des ersten Prestosuchus in den Rio-do-Rasto-Schichten westlich von Chiniqua fand. Presto führte von Huene 1928 zum Fundort um das übrige Skelett zu bergen, in der Zwischenzeit war jedoch ein Großteil des Schädels durch Verwitterung zerstört worden. Das hier ausgegrabene Exemplar ist der Holotypus von Prestosuchus und wird heute in München aufbewahrt.

### PrestosuchusundChirotherium
Die Verursacher der Spuren der Fährtengattung Chirotherium werden seit von Huenes Veröffentlichungen über Prestosuchus, Rauisuchus und Procerosuchus unter den Vertretern der Rauisuchier vermutet. Der Paläontologe Wolfgang Soergel fertigte 1925 das hypothetische Modell von Chirotherium an und von Huene nahm an, mit dem 1942 von ihm aufgestellten Taxon Rauisuchia das Gegenstück in der Wirklichkeit bestimmt zu haben.

## Literatur

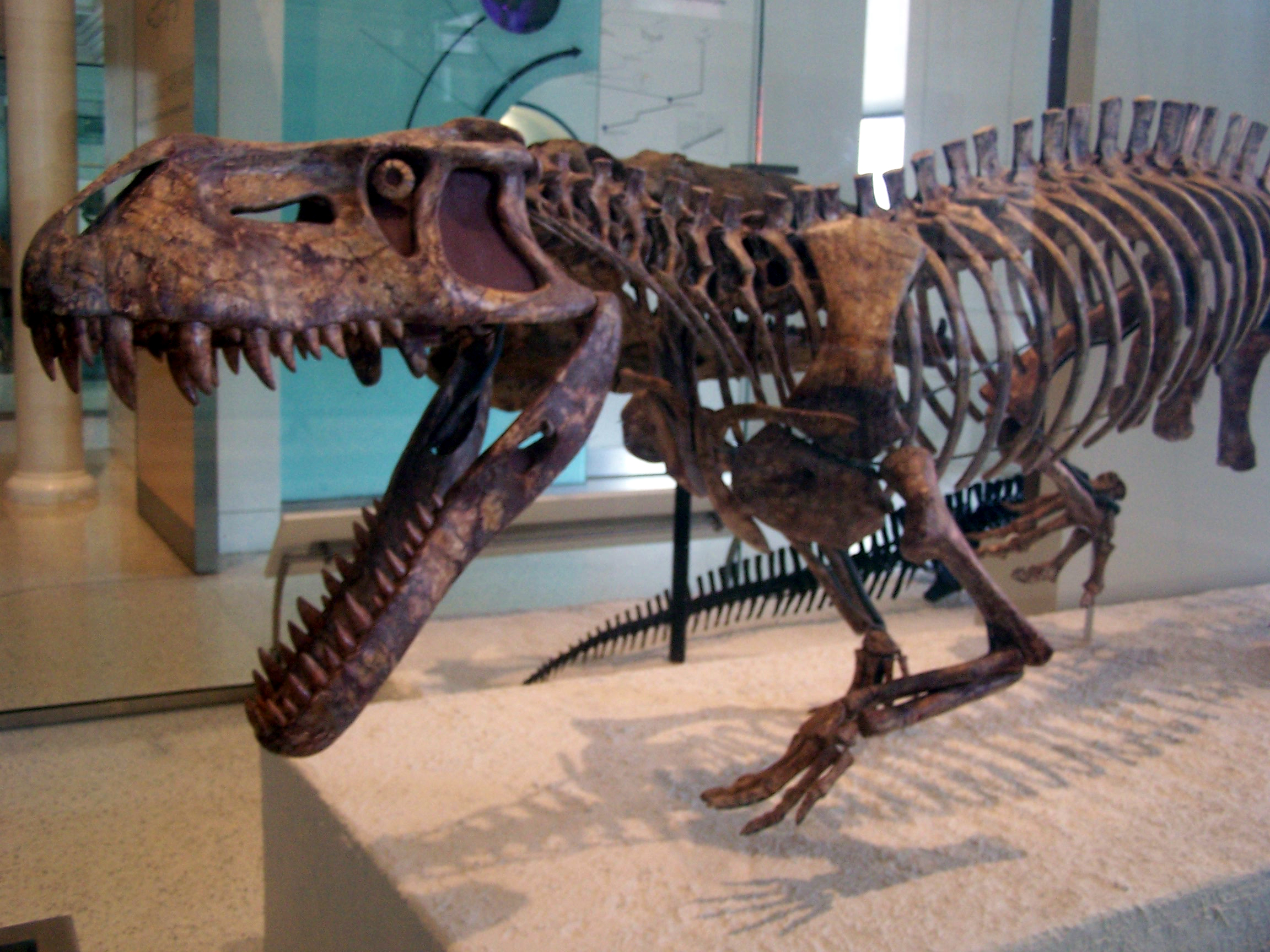
Prestosuchus, Skelettrekonstruktion